# Unité phraséologique
En phraséologie, une unité phraséologique, appelée aussi phrasème ou phraséologisme, est une combinaison plus ou moins figée de mots qui s’oppose par cette caractéristique à l’association libre de mots.
Concernant cette notion, il n’y a pas de vision unitaire parmi les chercheurs, les appellations des divers types d’unités phraséologiques, la définition de ces types, leur délimitation les unes des autres et leur classification étant controversées.

## Questions de terminologie
Pour les diverses combinaisons de mots partiellement ou totalement figées, on rencontre une multitude de termes. D’une part, on emploie plusieurs termes pour le même type de combinaison, d’autre part – un seul terme pour plusieurs types.
Dans des travaux en français, Kocourek 1982 a trouvé 27 termes. Par ordre alphabétique, ce sont : « composé syntagmatique », « dénomination complexe », « groupe de mots », « groupe lexical », « groupe lexicalisé », « lexème complexe », « lexème syntagmatique », « lexie », « lexie complexe », « locution composée », « mot complexe », « paralexème », « synapsie », « syntagme autonome », « syntagme codé », « syntagme de lexique », « syntagme dénominatif », « syntagme lexical », « syntagme lexicalisé », « unité de signification », « unité lexicale à deux et plus de deux éléments », « unité lexicale complexe », « unité lexicale supérieure », « unité lexicale syntagmatique complexe », « unité sémantique complexe », « unité syntagmatique à vocation lexicale », « unité syntagmatique de signification ». En français également, divers auteurs citent ou emploient eux-mêmes d’autres termes encore : « adage », « aphorisme », « apophtegme », « axiome », « cliché », « collocation », « dicton », « expression figée », « expression fixe », « expression idiomatique », « formule », « idiotisme », « locution », « locution figée », « locution proverbiale », « maxime », « mot composé », « nom composé », « parémie », « pensée », « phrase figée », « phrase idiomatique », « phrase toute faite », « phraséologisme », « précepte », « proverbe », « sentence », « synthème », « unité phraséologique ».
En anglais, Kocourek 1982 a répertorié 15 termes : composite lexeme, compound lexical unit, formula, frozen collocation, idiom, lexeme, lexical cluster, locution, phrasal compound, phrase, phrase idiom, polylexonic lexeme, semantically exocentric expression, specialized hypermorpheme, super unit. Dans d’autres sources on trouve encore : aphorism, collocation, commonplace, complex conjunction, complex preposition, compound, habitual collocation, idiomatic collocation, idiomatic construction, idiomatic expression, idiomatic phrase, idiomatic sentence, linking adverbial, multi-word expression, multi-word unit, phrasal verb, phraseme, phraseologism, proverb, proverb fragment, quotation, ready-made utterance, simile, slogan, stereotype.
Parmi tous ces termes il y en a qui dénomment certains types de combinaisons de mots, par exemple « aphorisme », d’autres qui comprennent quelques types, par exemple « parémie », et d’autres encore, qui les englobent tous. Parmi ceux-ci, les plus fréquemment utilisés sont :
- unité phraséologique[6] – (en) phraseological unit ;
- phrasème – (en) phraseme ;
- phraséologisme – (en) phraseologism.

## Délimitation de la notion d’unité phraséologique
Tous les chercheurs ne sont pas d’accord concernant les combinaisons de mots qui devraient être étudiées en tant qu’unités phraséologiques. Certains en excluent les citations, les proverbes, les dictons, les maximes et les sentences, les formules de contes, alors que d’autres les y incluent. Certains linguistes incluent parmi les unités phraséologiques celles qu’ils appellent « phrasèmes pragmatiques », « pragmatèmes », « énoncés liés à une situation », « expressions liées », « formules situationnelles » ou « phrases situationnelles », qui ont fait initialement l’objet d’étude d’une autre branche de la linguistique, la pragmatique. Dans la catégorie des parémies, dont font partie traditionnellement les proverbes, les dictons, les aphorismes, les maximes et les sentences, certains chercheurs incluent les devises et les slogans commerciaux et politiques ou sociaux.

## Essais de classification
Il y a plusieurs linguistes qui ont essayé de classifier les unités phraséologiques.
A. P. Cowie propose la classification suivante des combinaisons de mots :
- free combinations « combinaisons libres » : blow a trumpet « souffler dans une trompette » ;
- word-combinations « combinaisons (figées) de mots » :
  - semantic combinations « combinaisons sémantiques » :

– collocations : blow a fuse « faire sauter un fusible » ;
– figurative idioms « expressions idiomatiques figurées » : blow your own trumpet « se faire mousser » (littéralement « souffler dans sa propre trompette ») ;
– pure idioms « expressions idiomatiques pures » : blow the gaff « crier (quelque chose) sur les toits » (litt. « souffler dans la corne de brume ») ;
- pragmatic combinations « combinaisons pragmatiques » :

– proverbs « proverbes » : Many hands make light work litt. « Beaucoup de mains font le travail facile » ;
– catchphrases : If you can't stand the heat, get out of the kitchen litt. « Si tu ne supportes pas la chaleur, sors de la cuisine » ;
– slogans : X refreshes the parts that other beers cannot reach litt. « X rafraîchit les organes que les autres bières ne peuvent pas atteindre » ;
– formulae « formules » :
– routine formulae « formules de routine » : Good morning! « Bonjour ! » litt. « Bon matin ! » ;
– speech formulae « formules (d’actes) de parole » : you know what I mean « tu vois ce que je veux dire ».
Granger et Paquot 2008 font une classification en tenant compte d’autres classifications également, y compris celle de Cowie :
- phrasemes « phrasèmes » :
  - referential phrasemes « phrasèmes référenciels » ;

– (lexical) collocations « collocations (lexicales) » ;
– idioms « expressions idiomatiques » ;
– irreversible bi- and trinomials ;
– similes « comparaisons » ;
– compounds « composés » ;
– phrasal verbs ;
– grammatical collocations « collocations grammaticales » ;
- textual phrasemes « phrasèmes textuels » :

– complex prepositions « locutions prépositionnelles » ;
– complex conjunctions « locutions conjonctionnelles » ;
– linking adverbials ;
– textual sentence stems ;
- communicative phrasemes « phrasèmes communicatifs » :

– speech act formulae « formules d’actes de parole » ;
– attitudinal formulae « formules attitudinales » ;
– proverbs and proverb fragments « proverbes et parties de proverbes » ;
– commonplaces « lieux communs, stéréotypes » ;
– slogans ;
– idiomatic sentences « phrases idiomatiques » ;
– quotations « citations ».

## Quelques types d’unités phraséologiques
La typologie des unités phraséologiques et la délimitation de leurs types les uns des autres sont également controversées. La discussion autour des notions d’expression et de locution est typique à cet égard. Certains linguistes les considèrent comme synonymes, d’autres les distinguent par le caractère figuré de la première par rapport au caractère non figuré de la seconde, en admettant que les deux sont des unités phraséologiques, d’autres encore les distinguent tout en excluant la locution du domaine de la phraséologie, au motif qu’elle est équivalente d’un mot partie du discours.
Les divers auteurs sont d’accord pour affirmer que les types d’unités phraséologiques diffèrent premièrement par leur degré de figement. Ce degré dépend de la fréquence d’emploi des combinaisons de mots à leur base.
Le figement est considéré de trois points de vue :
- Le figement sémantique consiste dans le caractère partiellement ou totalement non compositionnel de l’unité phraséologique, c’est-à-dire dans son trait d’avoir au moins une partie dans laquelle ses éléments composants ont perdu leur sens individuel et ont ensemble un sens nouveau.
- Le figement lexical se réfère à la possibilité réduite ou à l’impossibilité de remplacer les éléments composants par un synonyme ou par un mot situé sur le même axe paradigmatique.
- Le figement morphosyntaxique consiste dans la possibilité réduite ou à l’impossibilité des transformations par flexion, des changements d’ordre des mots, du développement par des éléments nouveaux, etc.

La gamme des types d’unités phrasélogiques va de ceux ayant un degré minimal de figement de l’un des points de vue ci-dessus, de deux d’entre eux ou de tous les trois, jusqu’à ceux qui ont un degré maximal de figement. Le degré de figement est différent également dans le cadre de certains types d’unités phraséologiques, c’est pourquoi il est difficile de délimiter les divers types.

### La collocation
Les unités phraséologiques à degré de figement minimal sont appelées par certains linguistes collocations, qui sont fréquentes aussi bien dans le langage courant, que dans les langages de spécialité.
La collocation est une combinaison de mots compositionnelle, c’est-à-dire que ses éléments figurent avec leur sens individuel dans la combinaison aussi, le sens de la collocation étant ainsi transparent. Les collocations sont des solidarités lexicales qui apparaissent à la suite de préférences pour certaines combinaisons, ce qui peut être constaté grâce à la fréquence de cooccurrence relativement grande de leurs éléments composants. En même temps, la collocation est soumise à certaines limitations combinatoires. Un exemple pour cela est en français s’attendre au pire, où on ne peut pas remplacer pire par un autre mot, dire, par exemple, *s’attendre au meilleur.
La collocation a un noyau, une base collocative, le plus souvent un nom ou un verbe, parfois un adjectif ou un adverbe. Le noyau « se choisit » certains satellites qui forment son domaine collocatif. Par exemple le mot noyau loi peut entrer dans les collocations promulguer une loi, annuler/abolir/abroger une loi, modifier une loi, faire la loi, observer la loi, se soumettre à la loi.

### L’expression phraséologique
Par rapport aux exemples antérieurs, il y a aussi des combinaisons sémantiques plus opaques, dans lesquelles un seul composant est utilisé avec son sens propre, et qui sont des unités phraséologiques plus figées que les collocations. Telle est par exemple, (fr) frousse bleue, où seul l’adjectif de couleur bleue peut être associé avec frousse. Certains linguistes appellent ces combinaisons aussi collocations , mais on trouve pour elles le terme expression phraséologique aussi, pour laquelle on donne des exemples comme (ro) noapte albă « nuit blanche » ou șoarece de bibliotecă « rat de bibliothèque » (litt. « souris de bibliothèque »). De telles expressions seraient aussi les comparaisons où le comparé est utilisé avec son sens habituel : (ro) lung ca o zi de post « long comme un jour sans pain » (litt. « long comme un jour de jeûne »), negru ca pana corbului « noir comme du jais » (litt. « noir comme la plume du corbeau »).

### L’expression idiomatique
Cette unité phraséologique se caractérise par un degré de figement supérieur à celui de la collocation et de l’expression phraséologique, de tous les trois points de vue mentionnés, ayant un sens totalement non compositionnel. Aucun de ses éléments composant ne peut être remplacé par un synonyme ou un mot du même axe paradigmatique. Seul le blocage des transformations morphosyntaxiques n’est pas total dans leur cas. Certains auteurs considèrent le caractère métaphorique ou figuré de l’expression entière comme une condition nécessaire pour qu’elle soit idiomatique. Exemples : (ro) a tăia frunză la câini (métaphore) « peigner la girafe » (litt. « couper des feuilles pour les chiens »), a se zbate ca peștele pe uscat (comparaison aux deux termes figurés) « faire des efforts désespérés et vains » (litt. « se débattre comme le poisson sur la terre »).

### La locution
La locution est une unité phraséologique qui présente un degré relativement élevé de figement sémantique, lexical et morphosyntaxique. De plus, de ce dernier point de vue, elle se comporte comme un mot unique appartenant à une certaine partie du discours,,. Elle est parfois synonyme d’un mot unique, par exemple en vain = vainement, et elle peut être non figurée (l’exemple précédent) ou figurée : à son corps défendant.

### L’unité phraséologique pragmatique
Parmi les unités phraséologiques il y a des phrases utilisées presque automatiquement et de façon récurrente par les locuteurs natifs d’une langue. Elles sont déclenchées par diverses situations de communication dans lesquelles le locuteur se trouve, et par lesquelles il réalise diverses intentions de communication : agir sur le destinataire, exprimer son attitude envers celui-ci, exprimer des sentiments et des états psychiques ou physiques, entrer en contact avec le destinataire, se conformer à des conventions sociales et beaucoup d’autres encore. Certains auteurs incluent parmi les unités phraséologiques pragmatiques les proverbes, les dictons et les slogans. La terminologie n’est pas unitaire dans le domaine de ces unités non plus. En français, par exemple, on trouve les termes « phrase commune », « phrasème pragmatique », « pragmatème », « expression liée », « expression préfabriquée », « énoncé usuel », « formule situationnelle », « phrase situationnelle », « phrase convenue », etc., et en anglais – pragmatic combination, pragmatic phraseme, proposition, pragmatic idiom, communicative phraseme.
Les unités phraséologiques pragmatiques se distinguent des autres types de telles unités par certaines caractéristiques. Premièrement, elles sont soumises à une contrainte spécifique. En effet, toute l’unité est commandée par une certaine situation, une certaine intention de communication. Par exemple la phrase Ferme ta gueule ! ne peut être utilisée que pour faire taire son destinataire. Deuxièmement, le caractère figuré n’est pas typique pour ces unités.
Par ailleurs, comme il y a de très nombreux types de situations où on utilise des unités phraséologiques pragmatiques, leur degré de figement est différent. Le sens d’une phrase comme Ferme ta gueule ! est interprétable à partir de ses composants. Le figement lexical de cette unité est également relative, Ferme ta gueule ! pouvant devenir avec le même sens pragmatique Ferme ton clapet ! De même, elle accepte également certaines manipulations morphosyntactiques : le passage au pluriel (Fermez vos gueules !), le développement (Ferme ta sale gueule !), le remplacement du nom par un prénom (Ferme-la !), l’omission du verbe (Ta gueule !).
D’autres unités phraséologiques pragmatiques deviennent pratiquement des formules par leur figement total ou presque total. Par exemple, C’est trop facile ! a un sens compositionnel si c’est une combinaison libre de mots. Par contre, en tant qu’unité phraséologique pragmatique, elle sert à rejeter une excuse (Luc est en retard et a prétexté une grève. C’est trop facile !), son sens étant non compositionnel, non interprétable à partir du sens de chacun de ses éléments composants. De plus, elle n’accepte aucune transformation lexicale ou morphosyntaxique sans perdre son caractère d’unité phraséologique.
Cowie 2001 distingue deux catégories de formules pragmatiques :
- Les formules de routine (routine formulae) sont imposées par les conventions sociales des contacts entre gens. Telles sont les salutations (Good morning! « Bonjour ! »), les vœux (Many happy returns of the day! « Bon anniversaire ! ») ou les formules utilisées à l’occasion de la présentation (Pleased to meet you « Enchanté(e) de faire votre connaissance »). Cowie y ajoute les avertissements oraux ou écrits: Mind your step ! « Attention à la marche ! ».
- Les formules d’actes de parole (speech formulae) sont des énoncés employés au cours de la communication pour réaliser de très nombreuses intentions de communication : renforcer une affirmation (I can tell you « je peux te le dire »), présenter une affirmation comme surprenante (Would you bilieve it? « Le croiriez-vous ? »), dire qu’on n’a pas compris (I beg your pardon? « Je vous demande pardon ? »), vérifier que le destinataire fait attention ou comprend (Are you with me? « Vous me suivez ? »), etc.

Certaines unités phraséologiques pragmatiques de type formule deviennent des phrases atypiques du point de vue grammatical par transformation de leur source. C’est parfois un raccourcissement. Par exemple, la formule Et avec ça? des vendeurs est le raccourcissement de Et avec ça qu’est-ce que je vous donne / que prendrez-vous?. Un autre exemple de raccourcissement est T’inquiète !, de Ne t’inquiète pas ! L’unité source peut subir des transformations (Ne t’angoisse pas !, Ne vous inquiétez pas !), mais T’inquiète ! n’en accepte plus aucune, ne pouvant s’adresser qu’à un seul destinaire, que le locuteur tutoie. Il y a aussi transformation de source en une forme grammaticale impossible en dehors du sens pragmatique, par exemple De quoi je me mêle ! (première personne au lieu de la deuxième).
L’unité phraséologique pragmatique présente deux similarités avec l’interjection : son emploi automatique dans des situations adéquates et leur intonation spécifique. Ainsi, certaines de ces unités correspondent quant à leur sens pragmatique à des interjections, par exemple Qu’est-ce que vous me dites là ! et Ah bah ! exprimant l’étonnement. Certains linguistes considèrent que les entités qui, dans la grammaire traditionnelle, comptent pour des interjections et des phrases non analysables, ne serait-ce que constituées d’un seul mot, sont des unités phraséologiques pragmatiques de type formule. Exemples : Soit! (expression de la concession), Tiens ! (formule associée à la remise de quelque chose ou exprimant l’étonnement), Merci (formule de remerciement), Allez ! (exhortation).

### Autres formules
Parmi les langages de spécialité, c’est le juridique qui excelle par l’emploi de syntagmes et de phrases de type formule : à la diligence de « sur la demande de », en foi de quoi « en se fondant sur ce qui vient d'être lu » (formule au bas d’un acte administratif), sans préjudice de « sans faire tort à, sans renoncer à », vider un délibéré « prononcer la sentence après avoir délibéré ».
Il y a aussi des formules juridiques en une autre langue que la langue officielle du pays où elles sont employées. Ainsi, en bas des projets de lois britanniques on trouve par tradition des mentions en anglo-normand. Exemples :
Soit baillé aux Communes « À envoyer à la Chambre des Communes » ;
A ceste Bille les Communes sont assentus « Cette loi a été adoptée par la Chambre des Communes » ;
Ceste Bille est remise aux Communes avecque des Raisons « Cette loi est renvoyée à la Chambre des Communes avec des arguments ».
On trouve aussi des formules spécifiques au début des contes :
(fr) Il était une fois…, (en) Once upon a time…, (ro), A fost odată ca niciodată… (litt. « Il était une fois comme jamais… »), (hu) Hol volt, hol nem volt… (litt. « Où il était, où il n’était pas… »).

### Parémies
La parémie est une « sentence lapidaire normative » caractérisée par une morphologie rythmique, une structure analogique et un statut normatif. Le terme englobe plusieurs types d’unités phraséolgiques difficiles à délimiter les uns des autres : le proverbe, le dicton, la devise, le slogan, etc.

#### Le proverbe
Le proverbe est une parémie qui comprend brièvement une vérité présentée comme générale se rapportant principalement à l’homme, un conseil, une règle de vie basée sur la sagesse populaire. Il a un caractère oral, traditionnel, sa création étant collective et anonyme,.
Certains auteurs considèrent le proverbe comme un sous-type de la catégorie des unités phraséologiques pragmatiques.
Du point de vue linguistique, le proverbe ressemble à l’expression idiomatique par son figement sémantique (non-compositionnalité), son figement lexical et son figement formel, qui peut être de différents degrés. Il ressemble à certaines expressions idiomatiques par son caractère métaphorique. Par contre, il diffère de l’expression idiomatique par son sens stable, indépendant des situations de communication, et par le fait qu’il ne peut constituer qu’une phrase complète. Un exemple typique de proverbe est Chat échaudé craint l’eau froide.
Il y a aussi ce qu’on appelle « locutions proverbiales », des expressions idiomatiques provenant de proverbes. Ce ne sont plus des proverbes proprement-dits, à cause de la perte de leur caractère de phrase. Le proverbe base est une phrase commençant par Il faut / Il ne faut pas… ou On doit / On ne doit pas… suivi par un verbe à l’infinitif avec son syntagme. C’est cette dernière partie du proverbe qui devient locution proverbiale. Exemple : Il ne faut pas vendre la peau de l’ours avant de l’avoir tué → vendre la peau de l’ours avant de l’avoir tué.

#### Le dicton
Cette parémie ressemble au proverbe par plusieurs de ses traits : il est fondé sur la sagesse populaire, il a un caractère oral, traditionnel, collectif et anonyme, et du point de vue grammatical il est constitué au moins d’une phrase simple.
Certains auteurs considèrent que le dicton se distingue du proverbe seulement par le caractère d’affirmation directe, non connotée, métaphoriquement non exploitable du premier. Ainsi, Qui ne risque rien n’a rien serait un dicton.
D’autres auteurs restreignent le dicton à une parémie qui présente en tant que vérité, mais qui peut être une croyance ou une superstition, une observation liée à la vie rurale, surtout concernant les phénomènes météorologiques. Un exemple d’un tel dicton est En avril ne te découvre pas d’un fil ; en mai fais ce qu’il te plaît.

#### La devise
La devise est une unité phraséologique de type parémie, caractérisée par un figement total. Elle est apparue au Moyen Âge, en Europe de l'Ouest, associée au blason d’une famille nobiliaire et pouvant être liée sémantiquement à l’image du blason. À l’origine, la devise était un cri de combat employé dans une bataille, à la suite de laquelle le premier possesseur du blason a gagné son titre de noblesse. Par la suite, la devise a exprimé de façon concise, le plus souvent en latin, la piété, la loyauté, le courage ou d’autres qualités de celui qui recevait le titre. Un exemple de devise nobiliaire est (la) Forte scutum salus ducum « Un écu fort est le salut des chefs », qui fait allusion au nom de son possesseur, Hugh Fortescue (1er comte Fortescue).
Avec le temps, des villes aussi ont reçu des blasons et des devises. Celle de Paris, par exemple, est (la) Fluctuat nec mergitur « Il est battu par les flots, mais ne sombre pas ». À présent, beaucoup de pays aussi ont une devise qui fait partie des symboles officiels de l’État, à côté du drapeau et de l’hymne national. Celle de la France, par exemple, est Liberté, égalité, fraternité.

#### Le slogan
Le slogan est une unité phraséologique « concise et expressive, facile à retenir, utilisée dans les campagnes de publicité, de propagande pour lancer un produit, une marque, ou pour gagner l’opinion à certaines idées politiques ou sociales ». Certains auteurs considèrent le slogan aussi comme un sous-type d’unité phraséologique pragmatique. Le sens de certains slogans est lié à un texte ou à une image qui les accompagne, d’autres étant autonomes.
Par sa forme concise, frappante et mémorable, par sa fonction d’exercer un effet sur ses destinataires, le slogan est proche du proverbe et du dicton, mais s’en distingue par son emploi planifié, régulier et massif, ainsi que par sa durée de vie limitée à celle d’une campagne, à moins qu’il ait un succès tel, qu’on s’en souvient plus ou moins longtemps après la campagne en question.
Pour être expressif, le slogan recourt à divers procédés rhétoriques, par exemple des figures de style :
- antithèse : Voyagez grand, dépensez petit[65] ;
- comparaison : Contempler une X sans la conduire, c’est comme admirer une bouteille de Dom Pérignon sans l’ouvrir (pour une voiture)[66] ;
- métaphore : Mettez un tigre dans votre moteur (pour un carburant)[66] ;
- métonymie : X, des vins qui ont du nez[66] ;
- paronomase : (en) I like Ike « J’aime Ike » (slogan de Dwight David Eisenhower, surnommé Ike, dans ses campagnes pour les élections à la présidence des États-Unis)[67] ;
- personnification : Je suis rousse, et alors ? (pour une bière)[68] ;
- question rhétorique : Qui a dit que le plaisir était défendu ? (pour un produit laitier)[69] ;
- répétition : Secouez-la, secouez-la ! (pour une boisson gazeuse)[68].

Certains slogans sont réalisés avec des procédés du langage poétique :
- allitération : Saucisse sèche sans savoir sécher[65] ;
- rime : Le confort malin, à des prix câlins[70] ;
- rythme : l’exemple antérieur.

Pour être attrayant, le slogant tend à être spirituel, même humoristique, c’est pourquoi il fait appel à des jeux de mots basés sur :
- la polysémie : En Norvège, plus il fait froid, plus on se frotte les mains – publicité pour une crème de soins pour la peau[71] ;
- l’homonymie : Transformez votre compte en conte de fée[72] ;
- la paronymie : Au volant, la vue, c’est la vie[68].

Dans le même but, on pratique également la déformation consciente de séquences faisant partie de la compétence culturelle de la communauté linguistique, parmi lesquelles d’autres types d’unités phraséologiques, pour les transformer en slogan. La séquence en question peut être :
- un fragment de chanson : Les bonnes affaires se ramassent à la pelle[73],[74] ;
- un titre de film, de pièce de théâtre, de série télévisée : Certains l’aiment X[75] (pour une boisson alcoolisée), Un café nommé désir[76], Chaussures X et bottes de cuir[77],[74] ;
- une citation : Œil pour œil, son pour son[78] (pour un système audio)[74] ;
- un dicton : En avril ne te découvre pas d’un X[79] (pour des collants)[80] ;
- un proverbe : Les petites X font les grandes lumières[81] (pour une lampe)[82] ;
- une expression idiomatique : Prends tes X à ton cou[83] (pour des collants)[80] ;
- une formule juridique : Surpris en flagrants délices[84] (pour une boisson alcoolisée)[80].

Du point de vue syntaxique, le slogan peut être une phrase simple complète ou incomplète, ou bien une phrase complexe. La construction du slogan exprime souvent la qualification du produit concerné. Cela est réalisé par :
- une construction de type phrase à attribut dont le sujet est le nom de la marque, et dont la copule est omise, l’attribut étant muni ou non d’un article : X, un amour de parfum ; X, lunettes sans frontières ;
- une phrase avec le verbe à l’indicatif présent (Tous les chemins mènent à X) ou à l’impératif : Découvrez la passion de la qualité ;
- un syntagme verbal avec le verbe à l’infinitif : Bâtir en confiance.

### La citation célèbre
C’est une unité phraséologique dont le locuteur connaît ou pense à tort connaître la source historique, littéraire ou culturelle. Dans le cas de certaines, le locuteur sait seulement que c’est une citation, sans connaître sa source. La source d’autres citations a disparu de la conscience des locuteurs et elles ne sont plus senties comme telles.
Certaines citations s’encadrent dans d’autres types d’unités phraséologiques. Ainsi, la citation (la) Et tu, Brute? « Toi aussi, Brutus ? », est une unité phraséologique pragmatique exprimant le reproche pour une trahison.
Si plusieurs communautés linguistiques ont des références historiques, civilisationnelles, culturelles, etc. communes, la même citation peut être présente dans plusieurs langues, comme l’exemple ci-dessus. Cependant, il y a des citations qui ne vivent que dans une seule langue, si leur source n’est pas partagée par d’autres communautés linguistiques. Par exemple (hu) Több is veszett Mohácsnál! « Plus que cela a été perdu à Mohács ! » est une citation d’un poème de János Arany, se référant à la bataille de Mohács (1526), une défaite catastrophique pour les Magyars combattant les forces de l’Empire ottoman, qui est une unité phraséologique pragmatique de consolation ou d’auto-consolation seulement pour les Magyars.

### Le cliché verbal
Du point de vue linguistique, toute unité phraséologique peut plus ou moins être considérée comme un cliché, en fonction de la fréquence de son utilisation et du degré d’automatisme avec lequel elle est employée. Selon ces critères, les formules de politesse, de salutation, etc. (voir plus haut) sont des clichés évidents, sans que dans leur cas ce terme ait un sens péjoratif. Par contre, du point de vue de l’esthétique classique, le cliché est une unité phraséologique banalisée par sa fréquence considérée comme trop grande et, de ce fait, à éviter.
Le cliché peut être métaphorique, par exemple, dans le langage courant, tourner la page, cru consolateur par certains locuteurs dans le cas d’un deuil, ou non métaphorique (Avec le temps, cela ira mieux, dit dans la même situation).

### Autres unités phraséologiques
D’autres combinaisons de mots plus ou moins figées sont également considérées comme des unités phraséologiques. Exemples en hongrois :
- des malédictions : Az isten verje meg! litt. « Que Dieu le/la/les batte ! » ;
- des épitaphes : Itt nyugszom én, olvasod te, olvasnám én, nyugodnál te litt. « C’est moi qui repose ici, et c’est toi qui le lis, puissé-je le lire moi, puisses-tu y reposer, toi » ;
- des inscriptions sur des bouteilles : Nézz a butykos fenekére, ott az élet dicsősége litt. « Regarde le fond de la bouteille, la gloire de la vie y est » ;
- des inscriptions sur des tee-shirts : Foglalt vagyok litt. « Je suis occupé(e) » ;
- des inscriptions sur des murs : Hülye, aki olvassa litt. « Con qui lit ça ».

## Sources bibliographiques

### Sources directes
- Ballabriga, Michel, « Sémantique du slogan publicitaire », Adam, J.-M. et Bonhomme, M. (dir.), Analyse du discours publicitaire, Toulouse, Éditions Universitaires du Sud, 2000, pp. 95-112 (consulté le 14 juin 2018)
- (hu) Bárdosi, Vilmos, Magyar szólások, közmondások adatbázisa [« Base de données des dictons et proverbes hongrois »], Budapest, Tinta, 2012 (consulté le 20 avril 2023)
- (ro) Breban, Vasile, Dicționar al limbii române contemporane [« Dictionnaire du roumain contemporain »] ; en ligne : Dexonline, DLRC (consulté le 14 juin 2018)
- Brouland, Pierre, « Rhétorique de la publicité dans le français contemporain », Acta Oeconomica Pragensia, 14e année, no 4, Prague, Université d’économie, 2006, pp. 82-87 (consulté le 14 juin 2018)
- Burbea, Georgiana, « Le défigement dans le slogan publicitaire français », Language and Literature – European Landmarks of Identity, no 3, vol. 2, 2007, Université de Pitești (Roumanie), pp. 307-313 (consulté le 14 juin 2018)
- Busuioc, Ileana, « Tipuri de entități frazeologice » [« Types d’entités phraséologiques »], UniTerm. Revistă electronică de terminologie, no 1, 2004, Faculté de lettres, histoire et théologie, Université de l’Ouest de Timișoara (consulté le 14 juin 2018)
- (ro) Constantinescu-Dobridor, Gheorghe, Dicționar de termeni lingvistici [« Dictionnaire de termes linguistiques »], Bucarest, Teora, 1998 ; en ligne : Dexonline, DTL (consulté le 14 juin 2018)
- (en) Cowie, A. P., « Speech formulae in English: problems of analysis and dictionary treatment » [« Formules d’actes de parole en anglais : questions d’analyse et de traitemeent par les dictionnaires »], Groninger Arbeiten zur germanistischen Linguistik, vol. 44, no 1, Groningen, Université de Groningen, Centre de la langue et de la cognition de Groningen, 2001 (consulté le 20 avril 2023)
- (en) Crystal, David, A Dictionary of Linguistics and Phonetics [« Dictionnaire de linguistique et de phonétique »], 4e édition, Blackwell Publishing, 2008  (ISBN 978-1-4051-5296-9) (consulté le 20 avril 2023)
- Dubois, Jean et al., Dictionnaire de linguistique, Paris, Larousse-Bordas/VUEF, 2002 (consulté le 20 avril 2023)
- Gintrand, Franck, « Slogans de campagne produit (par type de promesse publicitaire) », Le fil de l’opinion, 4 décembre 2011 (consulté le 20 avril 2023)
- González Rey, María Isabel, « Constructions endocentriques et exocentriques des unités phraséologiques », Casal Silva, María Luz et al. (dir.), La lingüística francesa en España camino del siglo XXI, Arrecife Producciones, S.L., 2000  (ISBN 978-8492379286) (consulté le 14 juin 2018)
- Gourmond, Remy de, Esthétique de la langue française, Paris, Société du Mercure de France, 1899 (consulté le 20 avril 2023)
- (en) Granger, Sylviane et Paquot Magali, « Disentangling the phraseological web » [« Démêler l’enchevêtrement phraséologique »], Granger, Sylviane et Meunier, Fanny (dir.), Phraseology. An interdisciplinary perspective [« Phraséologie. Perspective interdisciplinaire », Amsterdam / Philadelphie, John Benjamins Publishing Company, 2008,  (ISBN 978-90-272-3246-5), pp. 27-50 (consulté le 20 avril 2023)
- Grevisse, Maurice et Goosse, André, Le Bon Usage. Grammaire française, Bruxelles, De Boeck Université, 2007, 14e édition,  (ISBN 978-2-8011-1404-9) (consulté le 20 avril 2023)
- (en) Gries, Stefan Th., « Phraseology and linguistic theory » [« Phraséologie et théorie linguistique »], Granger, Sylviane et Meunier, Fanny (dir.), Phraseology. An interdisciplinary perspective [« Phraséologie. Perspective interdisciplinaire »], Amsterdam / Philadelphie, John Benjamins Publishing Company, 2008,  (ISBN 978-90-272-3246-5), pp. 3-26 (consulté le 14 juin 2018)
- Husarciuc, Maria, « Echivalarea în limba română a unităților frazeologice infinitivale din limba franceză » [« Faire correspondre en roumain les unités phraséologiques infinitivale du français »], Trandabăț, Diana Maria et al. (dir.), Lucrările atelierului Resurse lingvistice și instrumente pentru prelucrarea limbii române, Iași, 19-21 noiembrie 2008 [« Travaux de l’atelier Resources linguistiques et instruments pour le traitement du roumain, Iași, 19-21 novembre 2008 »], Édition de l’Université Alexandru-Ioan-Cuza de Iași, 2008  (ISSN 1843-911X), pp. 115-127 (consulté le 14 juin 2018)
- Jorge, Guillermina, « Créativité et expression figée : entre syntaxe et sémantique », Álvarez Castro, Camino et al. (dir.), Liens linguistiques. Études sur la combinatoire et la hiératchie des composants, Berne, Peter Lang, 2010  (ISBN 978-3-0343-0384-2), pp. 365-377 (consulté le 20 août 2023)
- Klein, Jean René, « La phraséologie (et en particulier les proverbes) dans le Trésor de la langue française informatisé », conférence au Séminaire de méthodologie en étymologie et lexicologie historique du projet ATILF, 24 mai 2006 (consulté le 20 août 2023)
- Lamiroy, Béatrice, « Les expressions figées : à la recherche d’une définition », Zeitschrift für Französische Sprache und Literatur, vol. 36, 2008, pp. 85-99 (consulté le 14 juin 2018)
- Leroi, Marie-Véronique, https://archive.wikiwix.com/cache/index2.php?url=http%3A%2F%2Fwww.al-erfan.com%2Fimages%2Fpdf%2FGaston%2520Gross%2520These.pdf%2Findex.html#federation=archive.wikiwix.com&tab=url Le traitement automatique et lexicographique des locutions verbales figées en français], mémoire de recherche, Université Paris III, ILPGA, 2004 (consulté le 20 août 2023)
- Marque-Pucheu, Christiane, « Les énoncés liés à une situation : mode de fonctionnement et mode d’accès en langue 2 », Hieronymus, no 1, Universitaté de Zadar (Croatie), 2007, pp. 25-48 (consulté le 14 juin 2018)
- (ro) Munteanu, Cristinel, Sinonimia frazeologică în limba română din perspectiva lingvisticii integrale [« Synonymie phraséologique en roumain dans la perspective de la linguistique intégrale »], Pitești, Independența Economică, 2007  (ISBN 978-973-7732-66-8) (consulté le 14 juin 2018)
- (ro) Munteanu Siserman, Mihaela, « Onomastic Markers in Romanian Fixed structures. Sociolinguistic and Cultural Perspectives » [« Marques onomastiques dans des structures figées roumaines. Perspectives sociolinguistiques et culturelles »], Boldea, Iulian (dir.), Communication, Context, Interdisciplinarity. Studies and articles, vol. III, section Language and Discourse, Târgu-Mureș, Editions de l’Université Petru-Maior, 2014, pp. 67-77 (consulté le 20 août 2023)
- Navarro Domínguez, Fernando, « La rhétorique du slogan : cliché, idéologie et communication », Bulletin Hispanique, vol. 107, no 1, 2005, p. 265-282 (consulté le 14 juin 2018)
- (en) Oxford Learner’s Dictionaries [« Dictionnaires Oxford pour apprenants »] (consulté le 14 juin 2018)
- (en) Parliament homepage (Site du Parlement du Royaume Uni), Companion to the Standing Orders, APPENDIX H. ENDORSEMENTS TO BILLS « Annexe H. Mentions sur des projets de loi » (consulté le 14 juin 2018)
- Privat, Maryse, « Le nœud gordien des parémiologues : qu’est-ce qu’un proverbe? », Thélème. Revista Complutense de Estudios Franceses, no 13, 1998, pp. 253-264, PDF à télécharger (consulté le 14 juin 2018)
- (en) The manual of heraldry : being a concise description of the several terms used, and containing a dictionary of every designation in the science [« Manuel de l’héraldique : description concise des divers termes employés et dictionnaire de chaque appellation du domaine »], 5e édition, Londres, Arthur Hall, Virtue & Co., s.a. (consulté le 14 juin 2018)
- Trésor de la langue française informatisé (TLFi) (consulté le 14 juin 2018)
- (en) Yin Zihan, Linking adverbials in English, thèse de doctorat, Université Victoria de Wellington, (Nouvelle-Zélande), 2014 (consulté le 14 juin 2018)
- Zouogbo, Jean-Philippe Claver, Le proverbe entre langues et cultures, Berne, Peter Lang, 2009  (ISBN 978-3-03911-667-6) (consulté le 14 juin 2018)
- (hu) Zsemlyei, János, A mai magyar nyelv szókészlete « Lexique du hongrois contemporain », 6e partie, « A mai magyar nyelv állandósult szókapcsolatai. Frazeológia » [« Les unités phraséologiques du hongrois contemporain. Phraséologie »], Őrszavak, septembre 2010 (consulté le 20 avril 2023)

### Sources indirectes
- Bally, Charles, Linguistique générale et linguistique française, Paris, Ernest Leroux, 1932
- (en) Biber, Douglas et al., Longman grammar of spoken and written English [« Grammarie Longman de l’anglais parlé et écrit »], Harlow (Essex), Pearson Education Ltd, 1999  (ISBN 0-582-23725-4)
- (ro) Colțun, Gheorghe, Frazeologia limbii române [« Phraséologie du roumain »], Chișinău, Arc, 2000
- (ro) Coteanu, Ion, Gramatica de bază a limbii române [« Grammaire de base du roumain »], Albatros, Bucarest, 1982
- (en) Cowie, A. P., « The treatmant of collocations and idioms in learners’ dictionaries » [« Traitement des collocations et des expressions idiomatiques dans les dictionnaires pour apprenants »], Applied linguistics, 2 (3), 1981, pp. 223-235
- (en) Cowie, A. P., « Stable and creative aspects of vocabulary use » [« Aspects stables et créatifs de l’usage du lexique »], Carter, R & M. et J. McCarthy (dir.), Vocabulary and Language Teaching [« Lexique et enseignement des langues »], Londres, Longman, 1988, pp. 126-137
- Greimas, Algirdas Julien, « Les proverbes et les dictons», Du sens. Essais sémiotiques, Paris, Éditions du Seuil, 1970
- (ro) Hristea, Theodor, « Introducere în studiul frazeologiei » [« Introduction à l’étude de la phraséologie »], Hristea et al., Sinteze de limba română [« Synthèses de langue roumaine »], Bucarest, Albatros, 1984
- Kocourek, Rostislav, La langue française de la technique et de la science, Wiesbaden, Oscar Brandstetter, 1982
- Rodegem, François-Marie, « La parole proverbiale », Suard, François et Buridant, Claude (dir.), Richesse du proverbe, vol. II. Typologie et fonctions, PUL, Université de Lille III, 1984, pp. 121-135